# Jonathan Bardottier
Jonathan Bardottier (* 7. Februar 1992) ist ein mauritischer Leichtathlet, der sich auf den Sprint spezialisiert hat.

## Sportliche Laufbahn
Erste Erfahrungen bei internationalen Meisterschaften sammelte Jonathan Bardottier im Jahr 2009, als er bei den Jugendweltmeisterschaften in Brixen in der ersten Runde im 400-Meter-Lauf disqualifiziert wurde. Anschließend schied er bei den Juniorenafrikameisterschaften in Bambous mit 49,61 s in Vorlauf aus. 2011 erreichte er bei den Juniorenafrikameisterschaften in Gaborone das Halbfinale über 200 und 400 Meter und schied dort mit 21,98 s und 48,70 s aus. 2015 nahm er an den Afrikaspielen in Brazzaville teil und schied dort mit 21,60 s in der Vorrunde im 200-Meter-Lauf aus und belegte mit der mauritischen 4-mal-100-Meter-Staffel in 39,98 s den sechsten Platz. 2017 schied er bei den Spielen der Frankophonie mit 10,54 s in der ersten Runde im 100-Meter-Lauf aus und kam auch über 200 Meter mit 21,89 s nicht über den Vorlauf hinaus. Im Jahr darauf schied er bei den Afrikameisterschaften in Asaba mit 21,38 s im Halbfinale über 200 Meter aus und verpasste mit der Staffel den Finaleinzug. 2019 schied er bei den Afrikaspielen in Rabat mit 10,57 s und 20,98 s jeweils im Halbfinale über 100 und 200 Meter aus und schied mit der Staffel mit 40,44 s im Vorlauf aus. Anschließend startete er dank einer Wildcard über 100 Meter bei den Weltmeisterschaften in Doha und überstand dort die Vorausscheidungsrunde und ging dann im Vorlauf nicht mehr an den Start. 2022 startete er mit der Staffel bei den Afrikameisterschaften in Port Louis und verhalf dem Team zum Finaleinzug und im Jahr darauf schied er bei den Spielen der Frankophonie in Kinshasa mit 10,58 s und 21,18 s jeweils im Halbfinale über 100 und 200 Meter aus. Zudem gewann er dort mit der Staffel in 39,71 s die Bronzemedaille hinter den Teams aus der Elfenbeinküste und dem Senegal. 2024 schied er bei den Afrikaspielen in Accra mit 10,95 s im Vorlauf über 100 Meter aus und verpasste mit der Staffel mit 40,51 s den Finaleinzug.
2023 wurde Bardottier mauritischer Meister im 100- und 200-Meter-Lauf sowie in der 4-mal-100-Meter-Staffel.

## Persönliche Bestleistungen
- 100 Meter: 10,37 s (+0,3 m/s), 6. Juli 2018 in Rèduit
- 200 Meter: 20,98 s (+0,9 m/s), 29. August 2019 in Rabat
- 400 Meter: 47,40 s, 1. Juni 2013 in Gaborone